# Апратисанкхья-ниродха
Апратисанкхья-ниродха (санскр. अप्रतिसंख्य निरोध, IAST: apratisaṃkhyā-nirodha) —  необусловленная дхарма. В общем смысле, апратисанкхьяниродха обозначает освобождение (отсутствие привязанностей), достигнутое не путём прозрения или рационального опыта, а простым отсутствием объективных причин возникновения привязанностей, либо отсутствием любых феноменов, омрачающих восприятие Абсолюта.